# Zygia selloi
Zygia selloi là một loài thực vật có hoa trong họ Đậu. Loài này được (Benth.) L.Rico miêu tả khoa học đầu tiên.